# Liwa al-Kuds
Liwa al-Kuds (arab. ‏لواء القدس‎) czyli Brygada Jerozolimska – grupa zbrojna prorządowych Palestyńczyków w Syrii, utworzona w 2013 roku przez inżyniera Muhammada as-Sa’ida.
Uważana była za największą prorządową siłę pomocniczą w regionie Aleppo. Od czasu jej utworzenia do początku 2015 roku grupa poniosła straty dwustu zabitych i czterystu rannych.